# Шевнон
Шевнон (фр. Chevenon) насеље је и општина у источном делу централне Француске у региону Бургоња, у департману Нијевр која припада префектури Невер.
По подацима из 2011. године у општини је живело 609 становника, а густина насељености је износила 18,49 становника/km². Општина се простире на површини од 32,94 km². Налази се на средњој надморској висини од 230 метара (максималној 241 m, а минималној 172 m).

## Демографија
| 1962. | 1968. | 1975. | 1982. | 1990. | 1999. | 2011. |
| ----- | ----- | ----- | ----- | ----- | ----- | ----- |
| 602   | 757   | 671   | 643   | 715   | 662   | 609   |

График промене броја становника у току последњих година